# Nordisk bronsålderskultur

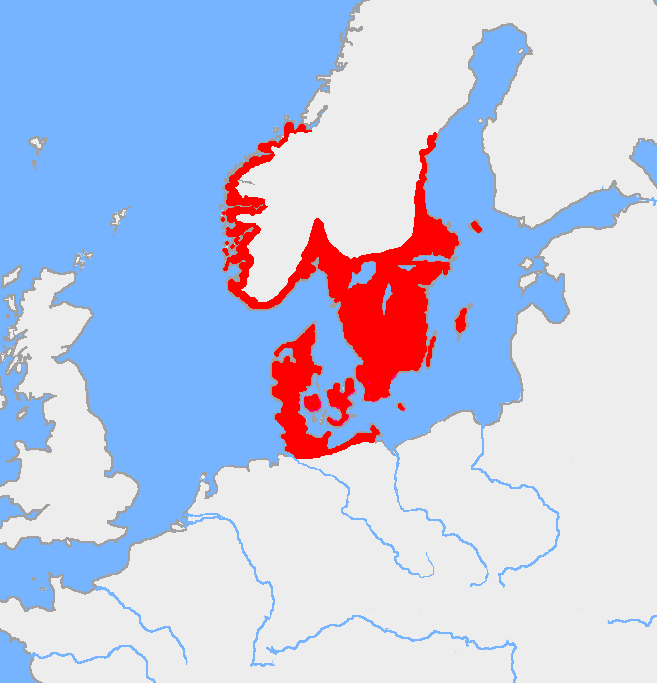
Utbredningsområde

Nordisk bronsålderskultur var arkeologisk kultur i södra Skandinavien och nordligaste Tyskland under tiden 2000/1750–500 f.Kr.
Kulturen uppstod omkring 1750 f.Kr. som en fortsättning på stridsyxekulturen (en variant av snörkeramisk kultur) och klockbägarkulturen , samt genom influenser från centraleuropa,  Det senare inflytandet kom troligen från Uneticekulturen i nordvästra Tyskland. inte minst vad gäller metallurgin.  Bronsåldern i Skandinavien kan sägas börja strax efter 2000 f.Kr. med den första introduktionen av bronsverktyg och en mer systematisk användning av brons från 1750 f.Kr.
Den nordiska bronsåldern brukar delas in i sex olika perioder utifrån stilar och fyndkombinationer. Indelningen skedde runt år 1900 av den svenske arkeologen Oscar Montelius. Hans tidsindelningar gjordes utifrån fyndkombinationer av föremål främst i Sverige men han gjorde jämförelser med hela Europa och Medelhavsområdet. Tidsindelningen har visat sig stämma överraskande bra med nya 14C-dateringar av fynd. De tre första perioderna (period I-III) utgör den äldre bronsåldern och period IV-VI utgör den yngre bronsåldern.
Period 1 av bronsåldern (1700–1500 f.Kr.) är ganska fattig på bronsfynd, och de flesta typerna av föremål från senneolitikum fanns fortsatt kvar, liksom bruket att bygga enkla hällkistor. Under period I, men också senare, förekommer importföremål både västerifrån, såsom Irland och England, och från många olika områden söderifrån, bland annat från nuvarande Ungern och Rumänien. Pilefyndet är ett känt depåfynd från denna tidiga tid med föremål från västra Europa och även från Mellaneuropa.
Först vid övergången till period II runt 1500 f.Kr. kom det stora genombrottet för bronsåldern i Norden, vilket medförde att ett stort antal nya föremålstyper av brons ersatte de föregående föremålen i flinta. I gravarna deponerades mera brons som gravgåvor och det är i huvudsak föremål som är tillverkade i Skandinavien.
På 1000-talet f.Kr. hände något drastiskt kring Medelhavet – den sena bronsålderskollapsen. Nedgång drabbade den hettitiska kulturen, den mykenska kulturen och nya riket i Egypten ansattes hårt. Användningen av järn och delvis brustna handelsförbindelser skulle få konsekvenser i övriga Europa. I Centraleuropa övergick höggravskulturen till urnefältskulturen som möjligen var mindre aristokratisk. Urnegravarna kom också till Sverige. Introduktionen av brandgravar innebar inte att högar slutade byggas utan nya storhögar som Lusehøj, Hågahögen och Lugnarohögen anlades under yngre bronsålder och den nordiska bronsålderskulturen bestod.
Efter en ny klimatförändring omkring 850–760 f.Kr. och sedan ytterligare en plötslig klimatförändring omkring 650 f.Kr. tog bronsåldern snart slut. I Norden ersatte järnet successivt bronsen under 500-talet f.Kr. Under de kommande århundradena blir gravfynden fåtaligare och ibland helt fyndtomma. Tecken på lyx som guldfynd hittas inte och storhögar upphörde att uppföras.
Kulturen följdes av förromersk järnålder (det mesta av södra Skandinavien) och Jastorfkulturen (norra Tyskland).